# Pénétrante de Djen-Djen
La pénétrante de Djen-Djen ou encore de Jijel est une autoroute de 110 km, en construction en Algérie, dont 27 km ont été livrés à la circulation.

## Projet
La pénétrante de Djen-Djen fait partie des projets de pénétrantes autoroutières devant relier l'Autoroute Est-Ouest à plusieurs villes côtières. Celle de Djen-Djen ou de Jijel doit relier l'Autoroute Est-Ouest depuis la ville d'El Eulma au port de Djen-Djen dans la commune de Taher, à 10 km à l'est de la ville de Jijel.
Cette autoroute en 2x3 voies longue de 110 km traverse les hauteurs de Texenna avec un dénivelé maximum de 6 %. Elle comprend 15 km de viaducs et 4 km de tunnels.

## Travaux
Les études ont été réalisés par le groupement canado-algérien SNC Lavalin et CTTP. La variante retenue a été présentée le 21 juin 2012 au siège de la Wilaya de Jijel.
L'Agence Nationale des Autoroutes (ANA) a attribué la construction de cette autoroute le 17 juillet 2013 au groupement italo-algérien mené par les entreprises Rizzani de Eccher, ETRHB Haddad et SAPTA pour un montant de 1,65 milliard d'€ et un délai de 36 mois.
La pose de la première pierre du projet a été effectuée par le premier ministre Abdelmalek Sellal le 15 août 2013.

## Livraison
Deux sections sont livrées le 21 janvier 2025: 
- 14 km du El Eulma jusqu'à Beni Fouda
- 13 km du Port de Djen Djen jusqu'à Cheddia

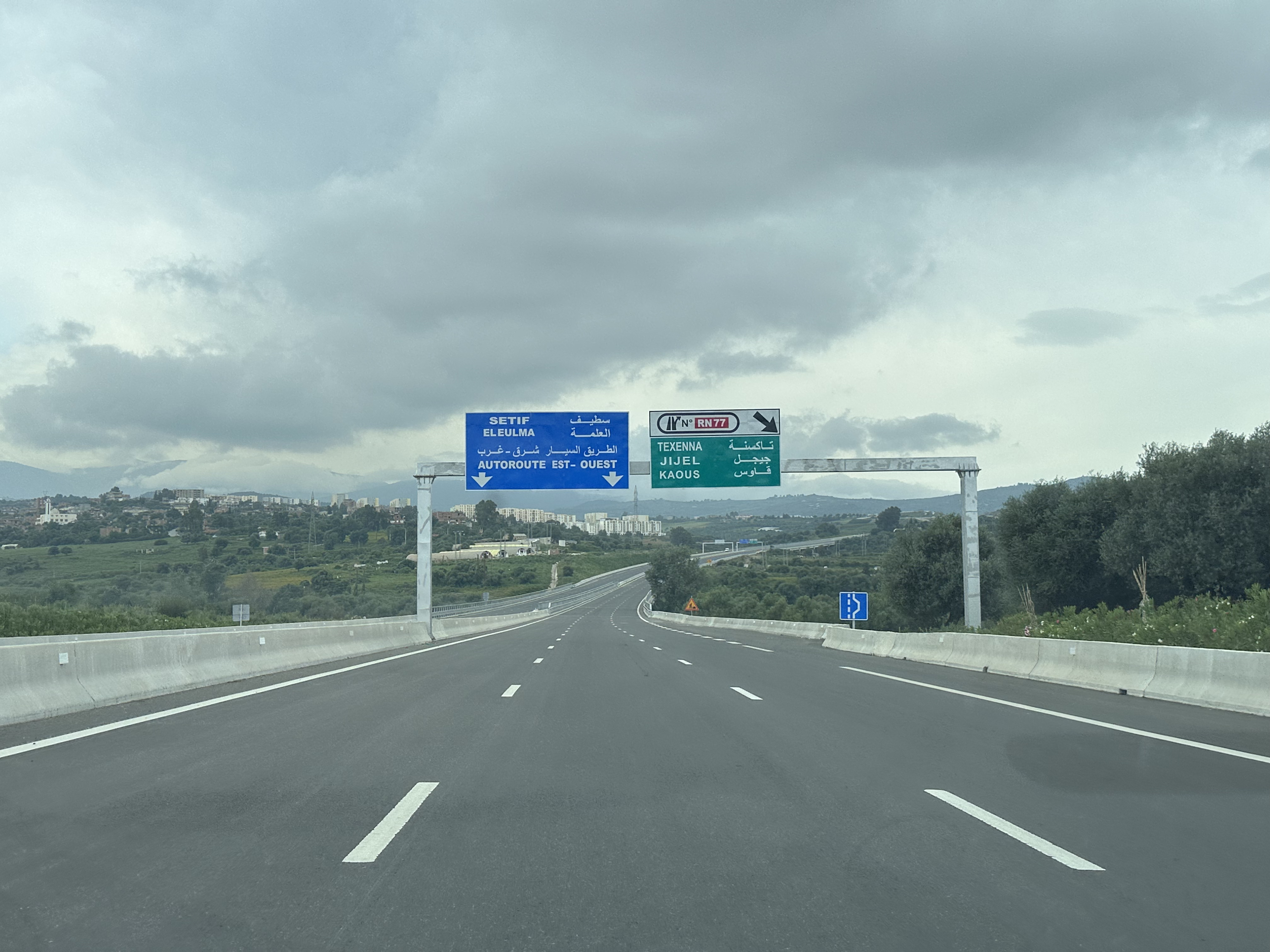
Vue de la pénétrante de Djen Djen